# 豊明市立舘小学校
豊明市立舘小学校（とよあけしりつ やかたしょうがっこう）は、愛知県豊明市栄町南舘にある公立小学校。
豊明市の西部に位置する。豊明市で9番目に開校した小学校である。全校児童は317人の各学年2クラス。校訓は「やさしい子、かしこい子、たくましい子」。舘は「館」ではなく「舘」である。

## 歴史

### 年表
- 1980年（昭和55年）4月1日 - 豊明市立栄小学校の児童数増加に伴い分離開校[1]。

### 児童数の変遷
『愛知県小中学校誌』（2018年）によると、児童数の変遷は以下の通りである。
| 1980年（昭和55年） | 601人 |  |
| 1987年（昭和62年） | 429人 |  |
| 1997年（平成9年）  | 305人 |  |
| 2007年（平成19年） | 330人 |  |
| 2017年（平成29年） | 272人 |  |

## 委員会
- 総務委員会
- 生活安全委員会
- 飼育委員会
- 体育委員会
- 園芸委員会
- 美化委員会
- 図書委員会
- 給食委員会
- 放送委員会
- 保健委員会

## 部活動
- 金管部
- カラーガード部
- バスケットボール部男子
- バスケットボール部女子
- サッカー部
- 陸上部（秋のみで運動部は強制参加）

## クラブ
- 球技クラブ
- 卓球クラブ
- パソコンクラブ
- 科学クラブ
- 家庭科クラブ
- 遊具クラブ
- バドミントンクラブ
- 絵本クラブ
- 将棋クラブ
- 読書クラブ

## 通学区域
- 栄町:西大根、西山、武侍、大根の一部、殿ノ山の一部、南舘の一部、舘の一部
- 新栄町五丁目[3]

## 進学先中学校
- 豊明市立栄中学校